# Malden (Massachusetts)
Malden es una ciudad ubicada en el condado de Middlesex en el estado estadounidense de Massachusetts. En el censo de 2010 tenía una población de 59.450 habitantes y una densidad poblacional de 4.516,68 personas por km².

## Geografía
Malden se encuentra ubicada en las coordenadas 42°25′49″N 71°3′28″O / 42.43028, -71.05778. Según la Oficina del Censo de los Estados Unidos, Malden tiene una superficie total de 13,16 km², de la cual 13,06 km² corresponden a tierra firme y (0,77%) 0,1 km² es agua.

## Demografía
Según el censo de 2010, había 59.450 personas residiendo en Malden. La densidad de población era de 4.516,68 hab./km². De los 59.450 habitantes, Malden estaba compuesto por el 56,67% blancos, el 14,8% eran afroamericanos, el 0,17% eran amerindios, el 20,14% eran asiáticos, el 0,03% eran isleños del Pacífico, el 4,95% eran de otras razas y el 3,24% pertenecían a dos o más razas. Del total de la población el 8,4% eran hispanos o latinos de cualquier raza.

## Hijos ilustres
- Ed Markey, senador (1946 - )
- Mark Morrisroe, fotógrafo (1959-1989).[7]